# 夢みる葉っぱ
『夢みる葉っぱ』(ゆめみるはっぱ) は、中条比紗也による日本の漫画作品。1995年に『花とゆめ』（白泉社）で連載されていた。単行本は、花とゆめコミックス（同社）から出版されている。
飴屋聖人、鬼島綾市、鬼島朱奈といった花ざかりの君たちへの登場人物もこの作品に登場している。

## 単行本
花とゆめコミックスより刊行。全1巻。
1. 1995年9月発売 ISBN 4-592-12713-7